# Principio de mínima acción

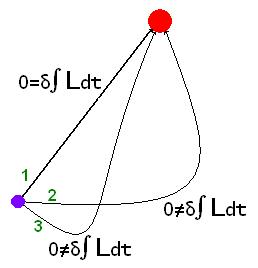
En la imagen aparecen una carga positiva fija (en rojo) y un electrón libre (en azul). De todas las trayectorias posibles, ¿cuál escogerá el electrón? El principio de acción mínima determina que la trayectoria 1 será la elegida.

El principio de mínima acción, principio de acción estacionaria o principio de Hamilton es un presupuesto básico de la mecánica clásica y la mecánica relativista para describir la evolución a lo largo del tiempo del estado de movimiento de una partícula como de un campo físico. También en mecánica cuántica Feynman y Kac intentaron formulaciones inspiradas en el principio.

## Postulado
Históricamente, el principio de mínima acción postulaba que, para sistemas de la mecánica clásica, la evolución temporal de todo sistema físico se daba de tal manera que una cantidad denominada «acción» tendía a ser la mínima posible.
Posteriormente, se generalizó el principio a sistemas continuos, donde las magnitudes básicas no solo dependían de una variable temporal, sino también de las otras coordenadas espacio-temporales. Además la formulación relativista del principio mostró que la condición de mínimo era demasiado restrictiva, y que debía ser sustituida por la condición un poco más general de que la trayectoria debía ser un punto crítico o estacionario (es decir, un valor extremo).

## Historia
La primera formulación del principio se debe a Pierre-Louis Moreau de Maupertuis (1744), que dijo que la «naturaleza es económica en todas sus acciones» (D'Alembert había formulado un año antes el principio de d'Alembert que generalizaba las leyes de Newton). Entre los que desarrollaron la idea se incluyen Euler y Leibniz. Debe ser dicho que, desde el punto de vista del cálculo de variaciones, hablar de principio de acción estacionaria es más exacto.
Anteriormente, Pierre de Fermat había introducido la idea de que los rayos de la luz, en situaciones ópticas tales como la refracción y la reflexión, seguían un principio de menor tiempo (ver principio de Fermat).
El principio de menor acción condujo al desarrollo de las formulaciones lagrangiana y hamiltoniana de la mecánica clásica. Aunque sean al principio más difíciles de captar, tienen la ventaja que su cosmovisión es más transferible a los marcos de la Teoría de la Relatividad y la mecánica cuántica que la de las leyes de Newton. Esto ha hecho pensar a alguna gente que este principio es un principio «profundo» de la física.

## Formulación

### La integral de acción para partículas
La formulación del principio para un sistema lagrangiano es: fijado un sistema de coordenadas generalizadas sobre el espacio de configuración (o una parte del mismo, llamada carta local), se tiene que de todas las trayectorias posibles que transcurren entre el instante t1 y t2, el sistema escogerá aquella que minimice la acción S. La magnitud acción viene dada para cada trayectoria por la integral:

{\displaystyle S[q_{i}]=\int _{t_{1}}^{t_{2}}L(q_{i}(t),{\dot {q}}_{i}(t),t)dt,\qquad S:C^{2}(\mathbb {R} ,\mathbb {R} ^{2n})\to \mathbb {R} }

Donde:
{\displaystyle q_{i}(t)\,} son las coordenadas paramétricas de una trayectoria posible.
{\displaystyle L(q_{i},{\dot {q}}_{i},t)\,} es la función lagrangiana del sistema.

### Ecuaciones de Euler-Lagrange para partículas
Puede probarse mediante principios variacionales, que de todas las trayectorias posibles, la que hace mínima (o, más bien, estacionaria) la anterior expresión es la que corresponde para todo i la siguiente ecuación:

{\displaystyle 0=\delta \int _{t_{1}}^{t_{2}}L(q_{i}(t),{\dot {q}}_{i}(t),t)dt}

Es decir, la variación de la integral temporal de la función lagrangiana es igual a cero. De esta ecuación se deducen asimismo las ecuaciones de Euler-Lagrange:

{\displaystyle {\frac {d}{dt}}\left({\frac {\partial L}{\partial {\dot {q}}_{i}}}\right)-{\frac {\partial L}{\partial q_{i}}}=0}

### La integral de acción para campos
La formulación anterior es adecuada para partículas puntuales, o incluso sistemas mecánicos con un número finito de grados de libertad aunque no sean puntuales como un sólido rígido. Sin embargo, para campos físicos que tienen una variación espacial o para la mecánica de medios continuos la formulación anterior no es adecuada y debe generalizarse.
La generalización más obvia es definir la acción como la integral de una función escalar, denominada densidad lagrangiana integrada sobre el volumen donde existe el campo o medio continuo:

{\displaystyle S[\phi ,\partial _{t}\phi ,\partial _{\mathbf {x} }\phi ]=\int _{t_{1}}^{t_{2}}dt\int _{V}{\mathcal {L}}(\phi (\mathbf {x} ,t),\partial _{t}\phi (\mathbf {x} ,t),\partial _{\mathbf {x} }\phi (\mathbf {x} ,t),\mathbf {x} ,t)\ d^{3}\mathbf {x} }

En teoría clásica de campos es frecuente escribir la ecuación anterior de forma totalmente covariante:

{\displaystyle {\mathcal {S}}[\phi _{r}^{\alpha }]=\int _{R}{{\mathcal {L}}(\mathbf {x} ,\phi _{r}^{\alpha },\partial _{\mu }\phi _{r}^{\alpha })\ \mathrm {d} ^{4}x}.}

Y en ese caso las ecuaciones de Euler-Lagrange resultan ser:

{\displaystyle {\frac {\delta {\mathcal {S}}}{\delta \phi _{r}^{\alpha }}}={\frac {\partial {\mathcal {L}}}{\partial \phi _{r}^{\alpha }}}-\partial _{\mu }\left({\frac {\partial {\mathcal {L}}}{\partial (\partial _{\mu }\phi _{r}^{\alpha })}}\right)=0.}

## Principio de mínima acción y leyes de Newton
A partir de las leyes de Newton puede probarse el principio de mínima acción para partículas de la mecánica Newtoniana. Esta deducción puede hacerse a partir del principio de D'Alambert que es esencialmente equivalente a las leyes de Newton. Sin embargo, el principio de mínima acción es más general puesto que, a diferencia de las ecuaciones de Newton, es aplicable también a sistemas de referencia no inerciales (nótese que las leyes de Newton también son aplicables en sistemas de referencia no inerciales introduciendo a las fuerzas ficticias).
Por otro lado admitiendo el principio de acción mínima de una sola partícula y ciertos principios de simetría pueden deducirse las ecuaciones de Newton. A continuación se presentan varias deducciones y ejemplos ilustrativos que muestran la equivalencia parcial de la mecánica newtoniana y el principio de mínima acción.

### Principio de D'Alembert y segunda ley de Newton
En esta sección probaremos cómo, a partir de la segunda ley de Newton, o equivalentemente el principio de D'Alembert, puede deducirse que para una partícula que obedece ese principio se cumple también el principio de acción mínima. Partiendo de la segunda ley se tiene que:

{\displaystyle F\,=ma\qquad \Rightarrow \qquad F-ma\,=0}

Esta forma es totalmente equivalente al principio de D'Alembert que establece que bajo cualquier desplazamiento virtual compatible con las ecuaciones de movimiento:

{\displaystyle (F-ma)\cdot \delta {\mathbf {r} }_{i}=0\qquad \Rightarrow \qquad \int _{t_{1}}^{t_{2}}(F\cdot \delta {\mathbf {r} }_{i})dt-\int _{t_{1}}^{t_{2}}ma\cdot \delta {\mathbf {r} }_{i}dt\,=0}

Como es bien sabido, para una fuerza conservativa que deriva de un potencial se tiene que {\displaystyle \delta {\mathbf {U} }_{i}\,=-(F\cdot \delta {\mathbf {r} }_{i})}, es decir, la energía potencial {\displaystyle U\,} es igual al negativo del producto escalar de la fuerza por el desplazamiento del cuerpo. Reescribiendo la última ecuación introduciendo la definición de la aceleración:

{\displaystyle -\int _{t_{1}}^{t_{2}}\delta {\mathbf {U} }_{i}dt-\int _{t_{1}}^{t_{2}}m{\frac {d}{dt}}({v_{i}})\cdot \delta {\mathbf {r} }_{i}dt\,=0}

Procedemos a integrar por partes el segundo término del lado izquierdo de la ecuación: 1) aplicando la derivada temporal a la variación de la distancia{\displaystyle ({\frac {d}{dt}}\delta {\mathbf {r} }_{i})}, en lugar de hacerlo a la velocidad {\displaystyle ({\frac {d}{dt}}(v))}, y 2) introduciendo un término límite, que hace referencia a la diferencia del valor de la función {\displaystyle \left[mv\cdot \delta {\mathbf {r} }_{i}\right]_{t_{1}}^{t_{2}}} entre los puntos {\displaystyle t_{2}} y {\displaystyle t_{1}}:

{\displaystyle -\int _{t_{1}}^{t_{2}}\delta {\mathbf {U} }_{i}dt+\int _{t_{1}}^{t_{2}}m{v_{i}}\cdot {\frac {d}{dt}}\delta {\mathbf {r} }_{i}dt\,-\left[m{v_{i}}\cdot \delta {\mathbf {r} }_{i}\right]_{t_{1}}^{t_{2}}=0}

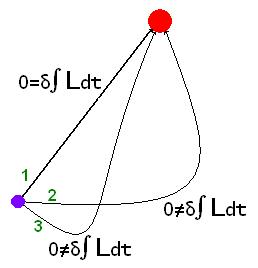
Todas las trayectorias, cualesquiera que sean, tienen los mismos puntos de partida y de llegada. Por ese motivo, en ellos la variación se hace cero. De ahí se deduce que

Los puntos de partida y de llegada de todas las trayectorias son los mismos, y por ello en esos lugares la variación es cero {\displaystyle (\delta {\mathbf {r} }_{i}\,=0)}. Ello implica que la condición límite {\displaystyle \left[m{v_{i}}\cdot \delta {\mathbf {r} }_{i}\right]_{t_{1}}^{t_{2}}} sea asimismo igual a cero en dichos lugares. Por ello, desaparece de la ecuación:

{\displaystyle -\int _{t_{1}}^{t_{2}}\delta {\mathbf {U} }_{i}dt+\int _{t_{1}}^{t_{2}}mv\cdot \delta {\mathbf {v} }_{i}dt\,=0}

Procedemos a la integración de {\displaystyle v_{i}\ } en el segundo término:

{\displaystyle -\int _{t_{1}}^{t_{2}}\delta {\mathbf {U} }_{i}dt+\int _{t_{1}}^{t_{2}}{\frac {m}{2}}\delta {\mathbf {v} }_{i}^{2}dt\,=0}

Las reglas del cálculo nos permiten trasladar los símbolos de la variación fuera de las dos integrales:

{\displaystyle -\delta \int _{t_{1}}^{t_{2}}{\mathbf {U} }_{i}dt+\delta \int _{t_{1}}^{t_{2}}{\frac {m{\mathbf {v} }_{i}^{2}}{2}}dt\,=0}

En esta ecuación están presentes las expresiones de la energía potencial {\displaystyle (U\,)} y la energía cinética {\displaystyle (T\,={\frac {m{\mathbf {v} }_{i}^{2}}{2}})}. Por lo tanto, puede reformularse de la siguiente manera:

{\displaystyle \delta \int _{t_{1}}^{t_{2}}(T-V)dt\,=0}

Donde la diferencia {\displaystyle T-V\,} recibe el nombre de función lagrangiana y se representa con la letra {\displaystyle L\,}:

{\displaystyle \delta \int _{t_{1}}^{t_{2}}Ldt\,=0}

### Primera ley de Newton y partícula libre
La primera ley de Newton puede deducirse a partir del principio de acción mínima de las propiedades de homogeneidad e isotropía del espacio euclídeo tridimensional. Para una partícula libre la función lagrangiana debido a las propiedades de homogeneidad del espacio no depende explícitamente de las coordenadas de posición. Igualmente debido a la isotropía, la dependencia en la velocidad de la partícula solo puede depender del módulo al cuadrado de la velocidad. Eso nos lleva a que el lagrangiano debe ser de la forma:

{\displaystyle L(x,y,z;v_{x},v_{y},v_{z})={\tilde {L}}(v_{x}^{2}+v_{y}^{2}+v_{z}^{2})}

Si tomamos un sistema de referencia inercial K' que se mueve respecto al sistema anterior a una velocidad muy pequeña V, tenemos que la velocidad y el lagrangiano se transforman de acuerdo con las siguientes leyes:

{\displaystyle \mathbf {v} '=\mathbf {v} +\mathbf {V} }
{\displaystyle L'(x',y',z';v'_{x},v'_{y},v'_{z})={\tilde {L}}(\|v\|^{2}+2\mathbf {v\cdot V} +\|V\|^{2})}

Por tanto tendremos que para velocidades V pequeñas las formas funcionales de los dos lagrangianos están relacionadas por:

{\displaystyle {\tilde {L}}(\|v'\|^{2})\approx {\tilde {L}}(\|v\|^{2})+2{\frac {\partial {\tilde {L}}}{\partial v^{2}}}\mathbf {v\cdot V} }

Como las trayectorias solo pueden ser iguales si las dos funciones anteriores solo difieren en una derivada total del tiempo, es necesario que exista una función de las coordenadas y del tiempo, tal que su derivada coincida con ese sumando. Eso solo puede ocurrir si el segundo término es una función lineal de la velocidad cosa que solo sucede si la derivada del segundo término se anula. Eso último a su vez requiere que:

{\displaystyle {\tilde {L}}(\|v\|^{2})=\alpha \|v\|^{2}=\alpha (v_{x}^{2}+v_{y}^{2}+v_{z}^{2})}

Si introducimos esa forma del lagrangiano en las ecuaciones de Euler-Lagrange tenemos la primera ley de Newton:

{\displaystyle 0={\frac {d}{dt}}\left({\frac {\partial L}{\partial v_{i}}}\right)-{\frac {\partial L}{\partial x_{i}}}=\alpha {\frac {d}{dt}}\left(v_{i}\right)}

Esta última ecuación dice que una partícula libre mantiene su velocidad constante. Si se estudia la misma partícula sometida a una fuerza constante puede deducirse que la constante coincide con la masa de la partícula, α = m.

## Principio de mínima acción en mecánica relativista

### Partículas
En mecánica relativista la acción de una partícula se obtiene mediante cálculo a lo largo de la línea de universo de una partícula, concretamente una partícula material de masa m se mueve a lo largo de una geodésica. La integral de acción a lo largo de una curva L viene dada en coordenadas curvilíneas por:

{\displaystyle S_{m}=-\int _{L}mc\ ds=-\int _{\tau _{1}}^{\tau _{2}}mc\ {\sqrt {g_{\mu \nu }{\frac {dx^{\mu }}{d\tau }}{\frac {dx^{\nu }}{d\tau }}}}\ d\tau },

Si se introduce en las ecuaciones de Euler-Lagrange el integrando de la anterior integral se obtienen las ecuaciones de las geodésicas:

{\displaystyle {\frac {d^{2}x^{\mu }}{d\tau ^{2}}}+\sum _{\sigma ,\nu }\Gamma _{\sigma \nu }^{\mu }{\frac {dx^{\sigma }}{d\tau }}{\frac {dx^{\nu }}{d\tau }}=0},

### Campos
Un campo físico es cualquier tipo de magnitud que presenta variación tanto espacial como temporal. El tratamiento de este tipo de entidades físicas requiere el tratamiento mediante densidades lagrangianas, ya que no son representables como sistemas con un número finito de grados de libertad. Además su tratamiento riguroso generalmente requiere el uso de la mecánica relativista para explicar su propagación. Los campos con los que usualmente trata la teoría clásica de campos:
- Campo electromagnético, que es el campo asociado a la interacción de partículas cargadas, y que en última instancia explica las propiedades de la materia convencional, como las propiedades de sólidos, líquidos y gases, fenómenos como el color, la luz, etc.
- Campo gravitatorio es un tipo de campo relativamente débil, comparado con el campo electromagnético, pero al ser acumulativo su efecto, es el único relevante a escala cósmica para explicar la evolución del universo.

La integral de acción para el campo electromagnético viene dado por un escalar construido a partir del tensor campo electromagnético:

{\displaystyle S_{c,em}[F_{\mu \nu },\Omega ]=-{\frac {1}{16\pi c}}\int _{\Omega }F_{\mu \nu }F^{\mu \nu }d\Omega }

De hecho este lagrangiano puede reescribirse en términos de los campos eléctrico y magnético para dar (en unidades cgs):

{\displaystyle S_{c,em}[\mathbf {E} ,\mathbf {B} ,\Omega ]=-{\frac {1}{8\pi }}\int _{\mathbb {R} }\int _{V}{\Big (}\mathbf {E} ^{2}-\mathbf {B} ^{2}{\Big )}\ d^{3}\mathbf {x} \ dt}

Introduciendo este lagrangiano en las ecuaciones de Euler-Lagrange, el resultado son las ecuaciones de Maxwell no homogéneas.
En relatividad general el campo gravitatorio es visto como una manifestación de la geometría curva del espacio tiempo, por tanto la formulación lagrangiana del campo gravitatorio relativistamente tratado debe involucrar a algún escalar relacionado con el tensor métrico y sus derivadas primeras (equivalentemente los símbolos de Christoffel {\displaystyle \Gamma _{ij}^{k}}) o con el tensor de curvatura. Puede probarse que no es posible hallar ningún escalar que involucre solo las componentes del tensor métrico y los símbolos de Christoffel, ya que mediante cierta transformación de coordenadas se pueden anular estos últimos (lo cual es precisamente el contenido del llamado principio de equivalencia). 
Es interesante que la curvatura escalar R, nos da una forma de acción adecuada: aunque contiene derivadas segundas del tensor métrico, la variación de su integral de acción sobre una región puede acabar expresándose en términos de solo derivadas primeras. De hecho la forma común de la integral de acción para el campo gravitatorio más comúnmente en la teoría de la relatividad general es:

{\displaystyle S_{c,g}[g_{\mu \nu },\Omega ]=-{\frac {c^{3}}{16\pi G}}\int _{\Omega }R\ {\sqrt {-g}}d\Omega }

Donde:
{\displaystyle R\;}, es la curvatura escalar del espacio-tiempo.
{\displaystyle G,\ c\;}, son la constante de la gravitación y la velocidad de la luz.
{\displaystyle g_{\mu \nu }\,} son las componentes de la métrica (pseudo)riemanniana efectiva.
{\displaystyle g\,}, es el determinante del tensor métrico.
Algunas teorías métricas de la gravitación como la teoría relativista de la gravitación usan lagrangiano ligeramente más complicado que incluye términos asociados a la masa del gravitón. Si se substituye la integral de acción anterior en las ecuaciones de Euler-Lagrange se obtienen como resultado las ecuaciones de campo de Einstein.

## Principio de mínima acción y mecánica cuántica
"el movimiento del sistema entre los tiempos {\displaystyle t_{1}} y {\displaystyle t_{2}} es tal que el valor de la integral curvilínea.
{\displaystyle J=\int _{t_{2}}^{t_{1}}{Ldt}}
donde L=T-U es la lagrangiana, tiene un valor estacionario para el movimiento correcto".
A la integral J se le llama integral de acción.
Por valor estacionario entendemos que es aquel para el cual δJ=0, esto es, que el valor de la integral curvilínea cuando recorre el camino correcto no varía respecto de los caminos vecinos infinitesimalmente próximos (al menos, cuando estos infinitésimos son de primer orden).